# Michael Linhart
Michael Linhart, avstrijski politik in diplomat, * 31. avgust 1958, Ankara, Turčija
Linhart je avstrijski diplomat in politik, med oktobrom in decembrom 2021 je opravljal funkcijo zveznega ministra za zunanje zadeve Republike Avstrije. Na tem mestu je nasledil Alexandra Schallenberga, ki je postal kancler. Pred nastopom ministrske funkcije je bil med letoma 2018 in 2021 veleposlanik Republike Avstrije v Franciji in od 2013 do 2018 generalni sekretar na Zveznem ministrstvu za Evropo, integracije in zunanje zadeve.

## Zgodnje življenje
Michael Linhart se je rodil 31. avgusta 1958 v Ankari v Turčiji, kjer je bil njegov oče diplomat na avstrijskem veleposlaništvu. Srednjo šolo je obiskoval v Feldkirchu v Vorarlbergu in diplomiral leta 1976. Po tem, ko je leto dni preživel v avstrijskih oboroženih silah na služenju vojaškega roka, je leta 1977 začel študirati pravo na Univerzi v Salzburgu in na Dunaju. Leta 1985 je na Dunaju doktoriral iz prava in se istega leta kvalificiral za odvetniško prakso.

## Diplomatska kariera
Leta 1986 se je Michael Linhart pridružil diplomatski službi na zunanjem ministrstvu in bil napoten na avstrijsko veleposlaništvo v Adis Abebi v Etiopiji. Dve leti pozneje je postal prvi sekretar in bil premeščen v Damask v Siriji, kjer je prevzel vlogo namestnika vodje veleposlaništva. Leta 1992 je napredoval v svetovalca in bil poslan v Zagreb, kjer je ostal do leta 1995.
Linhart se je avgusta 1995 vrnil na Dunaj kot osebni sekretar zunanjega ministra Wolfganga Schüssela. Ko je ta leta 2000 postal avstrijski kancler, je bil Linhart imenovan za njegovega svetovalca za zunanjo politiko in tudi za avstrijskega veleposlanika v Siriji. Od leta 2003 do 2007 je bil generalni direktor nove Avstrijske razvojne agencije pri Ministrstvu za zunanje zadeve. Nato je postal avstrijski veleposlanik v Grčiji in se leta 2012 vrnil v Avstrijo kot vodja oddelka za razvojno sodelovanje v MZZ. 2. decembra 2013 je bil imenovan za generalnega sekretarja na zunanjem ministrstvu, vendar je bil 1. junija 2018 zamenjan. Nato je poleti 2018 postal avstrijski veleposlanik v Franciji, kjer je ostal do imenovanja na mesto zunanjega ministra.

## Minister za zunanje zadeve
11. oktobra 2021 je Linhart prisegel za zveznega zunanjega ministra in s tem nasledil Alexandra Schallenberga, ki je bil istega dne imenovan za novega avstrijskega kanclerja. Po odstopu kanclerja Sebastiana Kurza ga je na čelu vlade nasledil Schallenberg in v svojem prvem uradnem dejanju za svojega naslednika na zunanjem ministrstvu predlagal Linharta.
Linhart je v svojem prvem govoru Državnemu svetu 12. oktobra 2021 vodilna načela svojega mandata opisal kot »dialog in zavezanost z jasnemu delovanju za državo«. Kot je dejal, krize in konflikti po svetu "ne bodo obstali", zaradi česar se avstrijska diplomacija pod njegovim vodstvom ne bo ustavila. Ponovil je tudi pomen "močne Evropske unije" in tesnega odnosa z drugimi članicami EU.

## Zasebno
Linhart ima dve hčerki in sina. Njegov mlajši brat Markus Linhart je politik Ljudske stranke, ki je bil od leta 1998 do 2020 župan mesta Bregenz 